# 拉錫·西迪
 PMW（1968年7月8日—），馬來西亞已退役羽球運動員，專攻男子單打項目。他曾經贏得1996年夏季奥林匹克运动会羽毛球比赛男子單打銅牌。

## 簡歷
拉錫·西迪是馬來西亞著名羽球家族——西迪兄弟的第五個男孩。他與其他兄弟一樣，自幼即在父親西迪·阿都拉·加馬的指導下學習羽球。
拉錫在12歲時便獲得第一個全國少年羽毛球錦標賽冠軍。他開始受到人們注意，是從1984年他以15歲年齡獲得了全國18歲以下冠軍。
1987年，他在亞洲青年錦標賽擊敗印尼的魏仁芳贏得冠軍。在完成馬來西亞教育文憑考試後，他加入1988/90重奪湯姆斯盃的訓練計畫團隊。1990年，他在大英國協運動會擊敗傅國強贏得金牌而造成轟動。然而，因為在多項國外比賽都未獲得好成績，被評為「本地英雄」，仍不足以成為頂尖的世界級球員。
1990年至1992年，他連續三年贏得馬來西亞公開賽。1992年湯姆斯盃決賽中，他在第一點擊敗印尼名將阿迪，最終協助球隊奪回失去25年的湯姆斯盃。同年他在世界羽毛球大獎賽總決賽擊敗魏仁芳而奪冠，並在亞洲羽球錦標賽擊敗傅國強而奪冠。
此後，他連續三年成績不佳。1993年並未獲得任何冠軍，隨後僅贏得1994年的大英國協運動會及1995年的汶萊公開賽。
1996年拉錫從谷底反彈。他先後贏得亞洲盃和德國公開賽，世界排名上昇到第三。然後在全英公開賽僅輸給丹麥的波爾-埃里克·赫耶爾·拉爾森而獲得亞軍。在1996年亞特蘭大奧運會上，他以5-15、15-11、15-6擊敗印尼的1995年世界冠軍哈爾亞恩托·阿爾比，贏得銅牌。
在1997年重新站上世界第一後，拉錫開始讓出表現機會給新人黃綜翰、楊福景和羅斯林·哈希姆，並於2000年退休。其最後的表現是韓國公開賽亞軍。

## 執教生涯
2003年，拉錫開始在大马羽总执教，曾帶領李宗伟在2008年和2012年两度打入奥运会男单决赛。
2013年7月，在东姑马哈里尔上任会长後，拉锡频与前者產生磨擦，其後更因与人才管理小组总监陈奕茂决裂而呈辞。在青体部长凯里的斡旋之下，拉锡收回成命。2014年8月，拉锡被要求回应羽总的警告信，要他解释拒绝出任共运会领队的理由；並且无缘以总教练身分出征哥本哈根的世锦赛。
2021年9月4日，在拉锡职教下的马来西亚残奥会羽毛球的一员SU5男子单打谢儮好成功击败来自印尼的选手，成为残奥会史上第一个SU5男子单打的金牌得主。

## 外部連結
- 拉錫·西迪在世界羽球聯盟的登錄資料